# كاري ويلسون (كاتب)
كاري ويلسون هو كاتب سيناريو كندي، ولد في 19 مايو 1962 في وينيبيغ في كندا.

## وصلات خارجية
- كاري ويلسون على موقع دوري الهوكي الوطني (الإنجليزية)
- كاري ويلسون على موقع قاعة مشاهير الهوكي (لاعب أن.إتش.أل) (الإنجليزية)
- كاري ويلسون على موقع EliteProspects.com (الإنجليزية)
- كاري ويلسون على موقع HockeyDB.com (الإنجليزية)
- كاري ويلسون على موقع Hockey-Reference.com (الإنجليزية)
- كاري ويلسون على موقع أوليمبيديا (الإنجليزية)